# University of Manchester HC
University of Manchester HC är en handbollsklubb från Manchester i England. University of Manchester HC spelade 2011 i National League 1.